# Tubuai (Polynésie française)
Pour les articles homonymes, voir Tubuai (homonymie).
Tubuai est une commune de la Polynésie française dans l'archipel des Australes. Le chef-lieu de cette dernière est Tubuai.

## Géographie
La commune occupe le terrain d'un atoll formé de l'île haute de Tubuai (au centre du lagon et où réside la population) et des motus inhabités sur la couronne récifale.
Elle comprend les trois communes associées de Mataura (chef-lieu de la commune et comptant 954 hab.), Taahuaia (552 hab.) et Mahu (544 hab.).
Au centre de l'île, le village de Huahine se situe sur la route reliant Mataura (sur la côte nord) à Mahu (sur la côte sud).
D'autres villages ou hameaux occupent la côte, dont Anua, Haramea et Tepu'u sur la côte ouest de l'île, et Tamatoa au sud-est.

### Climat
| Mois                                        | jan.          | fév.         | mars         | avril         | mai           | juin          | jui.          | août          | sep.          | oct.          | nov.        | déc.         | année     |
| ------------------------------------------- | ------------- | ------------ | ------------ | ------------- | ------------- | ------------- | ------------- | ------------- | ------------- | ------------- | ----------- | ------------ | --------- |
| Température minimale moyenne (°C)           | 23,3          | 23,7         | 23,4         | 22,3          | 20,7          | 19            | 18,6          | 18,3          | 18,4          | 19,5          | 20,8        | 22           | 20,8      |
| Température moyenne (°C)                    | 25,7          | 26,2         | 26           | 24,9          | 23,2          | 21,7          | 21,2          | 21            | 21,1          | 22,1          | 23,4        | 24,5         | 23,4      |
| Température maximale moyenne (°C)           | 28            | 28,6         | 28,6         | 27,4          | 25,8          | 24,4          | 23,9          | 23,7          | 23,9          | 24,7          | 25,9        | 26,9         | 26        |
| Record de froid (°C) date du record         | 14,5 09.1951  | 15,5 18.1959 | 15,8 31.1980 | 14,6 29.1995  | 10 20.1949    | 10 26.1965    | 10 15.1982    | 9,2 31.1951   | 10,3 01.1981  | 10,7 02.1976  | 12 16.1982  | 14,3 22.1967 | 9,2 1951  |
| Record de chaleur (°C) date du record       | 32 25.1982    | 32 28.1951   | 32,7 25.1980 | 32,3 03.1978  | 32 07.1949    | 31 20.1950    | 30 08.1951    | 30 03.1948    | 29 25.1950    | 30 18.1964    | 30 03.1964  | 32 29.1951   | 32,7 1980 |
| Ensoleillement (h)                          |               |              | 204,9        | 175,6         | 158,6         | 141,6         | 165,5         | 165           |               |               | 199,9       | 177          |           |
| Précipitations (mm)                         | 194,4         | 192,4        | 176,3        | 165,3         | 153,3         | 119           | 136           | 133,4         | 104,8         | 116,5         | 133,9       | 200,4        | 1 825,7   |
| Record de pluie en 24 h (mm) date du record | 156,6 31.1987 | 210 23.2019  | 187 04.2020  | 191,2 23.1999 | 123,7 10.1975 | 164,1 08.1991 | 171,8 15.1954 | 187,6 27.2015 | 142,2 18.1998 | 137,5 24.1949 | 210 03.2020 | 260 15.2018  | 260 2018  |
| Nombre de jours avec précipitations         | 13,2          | 12,9         | 13,3         | 12,5          | 12,4          | 11,4          | 11,2          | 11,3          | 9,6           | 9,9           | 10,2        | 13,2         | 141,1     |
| Nombre de jours d'orage                     | 1,8           | 1,7          | 2,1          | 2             | 1,3           | 1,2           | 0,7           | 0,5           | 0,6           | 1,2           | 1,3         | 1,2          | 15,3      |

| Diagramme climatique                                  |               |               |               |               |           |             |               |               |               |               |             |
| J                                                     | F             | M             | A             | M             | J         | J           | A             | S             | O             | N             | D           |
| 2823,3194,4                                           | 28,623,7192,4 | 28,623,4176,3 | 27,422,3165,3 | 25,820,7153,3 | 24,419119 | 23,918,6136 | 23,718,3133,4 | 23,918,4104,8 | 24,719,5116,5 | 25,920,8133,9 | 26,922200,4 |
| Moyennes : • Temp. maxi et mini °C • Précipitation mm |               |               |               |               |           |             |               |               |               |               |             |

## Politique et administration

### Liste des maires
| Période                                  | Période  | Identité               | Étiquette                                  | Qualité                                                                    |
| ---------------------------------------- | -------- | ---------------------- | ------------------------------------------ | -------------------------------------------------------------------------- |
| maire en 2004                            | 2008     | Chantal Flores-Tahiata | UPLD/Tavini                                |                                                                            |
| 2008                                     | en cours | Fernand Tahiata        | Tahoeraa huiraatira puis Tapura Huiraatira | Membre de l'Assemblée de la Polynésie française (2014 → 2015 puis 2018 → ) |
| Les données manquantes sont à compléter. |          |                        |                                            |                                                                            |

## Population et société

### Démographie
L'évolution du nombre d'habitants est connue à travers les recensements de la population effectués dans la commune depuis 1971. À partir de 2006, les populations légales des communes sont publiées annuellement par l'Insee, mais la loi relative à la démocratie de proximité du 27 février 2002 a, dans ses articles consacrés au recensement de la population, instauré des recensements de la population tous les cinq ans en Nouvelle-Calédonie, en Polynésie française, à Mayotte et dans les îles Wallis-et-Futuna, ce qui n’était pas le cas auparavant. Pour la commune, le premier recensement exhaustif entrant dans le cadre du nouveau dispositif a été réalisé en 2002, les précédents recensements ont eu lieu en 1996, 1988, 1983, 1977 et 1971.
En 2017, la commune comptait 2 217 habitants, en augmentation de 2,02 % par rapport à 2012
| 1971  | 1977  | 1983  | 1988  | 1996  | 2002  | 2007  | 2012  | 2017  |
| ----- | ----- | ----- | ----- | ----- | ----- | ----- | ----- | ----- |
| 1 422 | 1 419 | 1 741 | 1 846 | 2 049 | 1 979 | 2 050 | 2 173 | 2 217 |

| 2022  | - | - | - | - | - | - | - | - |
| ----- | - | - | - | - | - | - | - | - |
| 2 185 | - | - | - | - | - | - | - | - |

### Enseignement
Présence d'un collège, d'une école secondaire ainsi que de deux écoles primaires.

## Économie
L'île est desservie par l'aérodrome de Tubuai-Mataura, un aérodrome construit sur la côte nord-ouest de l'île, dans la commune associée de Mataura.

## Lieux et monuments
- Église Maria no te Hau de Mahu.
- Église Saint-Joseph de Taahuaia.